# Eculizumab
L'eculizumab (nome commerciale Soliris) è un anticorpo monoclonale che agisce contro il sistema del complemento sulla frazione proteica C5. L'anticorpo blocca la scissione del frammento C5 interrompendo il processo di distruzione cellulare complemento mediato. Viene studiata dalla Alexion Pharmaceuticals, mostrando di essere efficace nel trattamento della emoglobinuria parossistica e anche nella  sindrome emolitico-uremica (SUE o HUS).

## Meccanismo di azione
Il farmaco agisce legandosi alla proteina C5 del complemento inibendo in tal modo la formazione del complesso di attacco alla membrana ed evita la emolisi.

## Approvazione da parte dell'FDA
Eculizumab è stato approvato per l'uso clinico dall'FDA il 16 marzo 2007 ed è stato successivamente approvato dall'EMEA il 20 giugno 2007.
Il 27 giugno 2019 è stato approvato dall'FDA per il trattamento della neuromielite ottica in adulti positivi per anticorpi anti acquaporina 4 (AQP4).

## AIFA
Nel marzo 2025 l'Agenzia italiana del farmaco ha concesso la rimborsabilità per la
miastenia gravis generalizzata.

### Eculizumab
- (EN) Mark A. Crowther, Jeffrey Ginsberg, Ralph M. Meyer, Holger Schünemann, Richard Lottenberg, Evidence-Based Hematology, John Wiley and Sons, 28 luglio 2008,  pp. 193–, ISBN 978-1-4051-5747-6.
- (EN) Dan L. Longo, Harrison's Hematology and Oncology, McGraw Hill Professional, 10 maggio 2010,  pp. 126–, ISBN 978-0-07-166335-9.
- (EN) Drew Provan e John Gribben, Molecular Hematology, John Wiley and Sons, 3 maggio 2010,  pp. 152–, ISBN 978-1-4051-8231-7.
- (EN) Richard Greil, Lisa Pleyer, Daniel Neureiter, Viktoria Faber, Chronic Myeloid Neoplasias and Clonal Overlap Syndromes: Epidemiology, Pathophysiology and Treatment Options, Springer, 1º settembre 2009,  pp. 272–, ISBN 978-3-211-79891-1.